# Andre Young (basketballer)
Andre Young (16 maart 1990) is een Amerikaanse basketballer. Young speelt voornamelijk op de point guard positie.
In het seizoen 2012-2013, zijn eerste seizoen als prof speelde Young voor EiffelTowers Den Bosch in de Dutch Basketball League. In dit jaar ontving hij de MVP award, voor de beste speler in de competitie. Ook won hij met Den Bosch de NBB-Beker. Na het seizoen in Nederland tekende Young bij BC Hoverla uit Oekraïne.

## Erelijst
Nederland
- Dutch Basketball League MVP (2013)
- DBL All-Star Team (2013)
- NBB-Beker (2013)

## Statistieken
Dutch Basketball League
| Jaar    | Team      | GS | MPW  | 2P%  | 3P%  | VW%  | RPW | APW | SPW | BPW | PPW  |
| ------- | --------- | -- | ---- | ---- | ---- | ---- | --- | --- | --- | --- | ---- |
| 2012–13 | Den Bosch | 42 | 31.2 | .547 | .371 | .830 | 3.0 | 5.7 | 2.3 | 0.0 | 13.9 |